# Фоменко Анатолій Кузьмич
Анатолій Кузьмич Фоменко (24 листопада 1925, Наталівка, Бахмутського р-ну Донецької області — 23 листопада 2011, Дніпро) — краєзнавець, колекціонер, меценат, історик, філософ.

## Біографія
Народився на станції Наталівка Бахмутського повіту Донецької губернії в сім'ї залізничника.
У 1943 р. солдат Червоної армії, брав участь у бойових діях під Запоріжжям, був поранений.
У 1946–1952 рр. навчався на філософському факультеті Київського університету ім. Т. Шевченка.
Протягом 1952–1971 рр. працював на кафедрі філософії Дніпропетровського державного університету.
У 1971–1986 рр. завідував кафедрою філософії Дніпропетровського металургійного інституту.
У 1999 році подарував Дніпропетровському історичному музею свою колекцію «Шевченкіана», в складі якої близько 2000 тисяч предметів — книги з творами Т. Шевченка і йому присвячені, в тому числі XIX і початку XX століття, листівки, значки, медалі, екслібриси, філателістичні предмети, портрети та ін..
Має понад 200 публікацій з теоретичних питань філософії, релігії, культури, історії, краєзнавства.

## Публікації
- Фоменко А. К. Усе таємне стає явним. Правда і вигадки про радянсько-німецьку війну 1941–1945 років. Моя війна: Історичний нарис. 2-е вид., випр. й доп. Д.: Ліра, 2011. — 224 с.
- Фоменко А. К. Несовместимость коммунистической нравственности и религии. — К.: О-во «Знание» УССР, 1980. — 48 с.
- Фоменко А. К. Несовместимость коммунистической и христианской морали. — К.: О-во «Знание» УССР, 1980. — 20 с.
- Фоменко А. К. Отношение христианства к женщине, семье, детям / А. К. Фоменко, И. А. Фоменко. — К.: О-во «Знание» УССР, 1983. — 48 с.
- Фоменко А. К. Как понимать духовную свободу. — К.: Политиздат Украины, 1985. — 72 с.
- Фоменко А. К. Усе таємне стає явним: Вигадки й правда про радянсько-німецьку війну 1941–1945 рр. — Д.: Ліра, 2006. — 185 с. — ISBN 966-383-040-9